# Ирем Карамете
Ирем Карамете (родена на 20 юни 1993 г.) е турска състезателка по спортна фехтовка, която се състезава на Летните олемпийски игри през 2016 г. Тя е първата турска състезателка, която се класира на Олимпийски игри след 1984 г. Студентка в университета Йозейгин в Истанбул.

## Ранни години
Ирем Карамете е родена в семейство на фехтовачи в Истанбул, Турция на 20 юни 1993 г. Баща ѝ, Мехмет Карамете, е треньор на германския национален отбор по фехтовка, както и на съпругата си Нили Дрори. Майката на Ирем, Нили се състезава за Израел в женските индивидуални турнири по рапира на летните Олимпийски игри през 1976 и 1984 г. По-голямата ѝ сестра, Мерве Карамете, също тренира фехтовка и е участвала в националния отбор.
Завършвайки средното си образование в частното училище Басънкьой, Ирем влиза през 2011 г. в университета Йозейгин. Въпреки че първоначално избира за професия стоматологията, по-късно тя променя решението си и започва да учи промишлено инженерство.

## Спортна кариера
Карамете започва да се занимава с фехтовка на 10-годишна възраст.

### Местни състезания
Тя става шампион на Турция за девойки и печели Купата на Турция за девойки.
През 2011 г. Карамете става сребърна медалистка на шампионата на Турция по фехтовка, а през 2014 г. успява да спечели златния медал в първенството на Турция. Завършва на второ място в университетския шампионат по фехтовка в Турция през 2012 г. и побеждава през 2014 и 2015 година.
Карамете е капитан на университетския отбор по фехтовка.

### Международни състезания
Карамете спечели сребърен медал от европейската Купа за кадети. През 2012 г. тя взима златен медал от 9-о Средиземноморско първенство за кадети по фехтовка, проведено в Пореч, Хърватия с турския женски отбор, след победа над Франция на финала.
Тя има и бронзов медал от Средиземноморските игри в Мерсин, Турция. Карамете се състезава и на Световното първенство по фехтовка в Будапеща, Унгария, през 2013 г., но не успява да премине през първите кръгове.От сателитните турнири за Световната купа по фехтовка през 2014 – 2015 г. тя има сребърен медал от Канкун, Мексико, златен медал от Анталия, Турция и бронзови медали от Кочарлъ, Турция и Копенхаген, Дания. Тя представлява страната си в Европейското първентсво през 2015 година в Баку, Азербайджан. От Балканското първенство за 2015 г. в Ниш, Сърбия, печели сребърен медал.
Карамете се класира за участие в Олимпийските игри в Рио де жанейро през 2016 г. след успех на квалификационния турнир, проведен в Прага, Чехия. По този начин, тя става първата турска състезателка по фехтовка, която се състезава на Олимпийски игри след 1984 година.